# Efraín González Luna

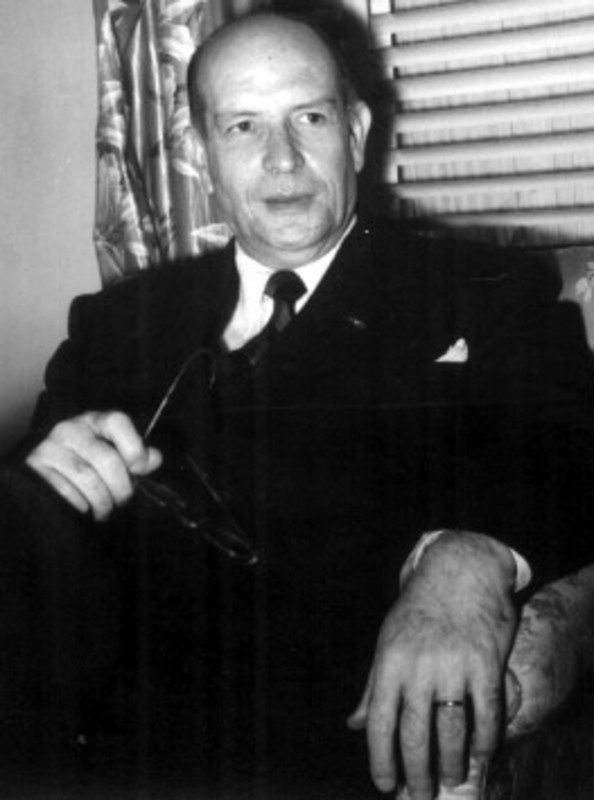
Efraín González Luna

Efraín González Luna (Autlán, 18 oktober 1898 - Guadalajara, 10 september 1964) was een Mexicaans politicus.
González Luna was afkomstig uit de staat Jalisco. Hij was in zijn jeugd betrokken bij katholieke organisaties en studeerde recht in Guadalajara. González Luna was in 1939 met Juan Sánchez Navarro en Manuel Gómez Morín een van de oprichtende leden van de Nationale Actiepartij (PAN) en werd voorzitter van de partij in Jalisco. Hoewel de Institutioneel Revolutionaire Partij (PRI) destijds oppermachtig was in Mexico, slaagde González Luna er in een zeker invloed in de Jaliscaanse politiek te krijgen. In 1952 was hij voor die partij kandidaat bij de presidentsverkiezingen; de eerste keer dan de PAN een presidentskandidaat stelde (hoewel de partij al wel eerder kandidaten van andere partijen had gesteund). Hij haalde 7,82% van de stemmen.
González Luna overleed in 1964. Zijn zoon Efraín González Morfín was in 1970 presidentskandidaat voor de PAN.